# Marko Lehanka
Marko Lehanka (* 12. September 1961 in Herborn) ist ein deutscher Bildhauer. 

## Leben
Marko Lehanka wurde als Sohn der gelernten Herrenschneiderin Ute Lehanka, geb. Hoffmann und des technischen Angestellten Josef Lehanka in Herborn geboren. Sein erstes Lebensjahr verbrachte er in Uckersdorf bei Herborn, bevor die Familie nach Lollar bei Gießen umsiedelte. Nach der Grund- und Mittelpunktschule in Lollar besuchte er die Friedrich-Ebert-Schule in Gießen-Wieseck, um schließlich 1982 das Abitur an der Liebigschule Gießen mit den Leistungsfächern Mathematik und Gemeinschaftskunde abzulegen.
Nach Zivildienst in der Behinderten-Werkstatt (heute: Limes-Werkstatt) Pohlheim studierte er 1984 zwei Semester Kunst- und Musikpädagogik an der Justus-Liebig-Universität in Gießen. Nach mehreren erfolglosen Bewerbungen, u. a. an der Hochschule für Gestaltung Offenbach am Main und der Kunsthochschule Kassel, wurde Marko Lehanka schließlich an der Staatlichen Hochschule für Bildende Künste – Städelschule in Frankfurt am Main zum Studium zugelassen.
Dort absolvierte er ein allgemeines Grundstudium bei Thomas Bayrle, wechselte für vier Semester in die Klasse für Plastik von Michael Croissant und beendete sein Studium in der Klasse von Thomas Bayrle.
Von 1991 bis 1992 war Marko Lehanka als künstlerischer Mitarbeiter am neu gegründeten Institut für Neue Medien in Frankfurt (Gründungsdirektor Peter Weibel) beschäftigt.
Seit 2006 ist er Professor für Bildende Kunst (Bildhauerei) an der Akademie der Bildenden Künste Nürnberg. Er lebt und arbeitet in Frankfurt am Main.
Skulptur.Projekte 2007 in Münster: Eine Blume für Münster

## Werk
Marko Lehanka arbeitet interdisziplinär, mit unterschiedlichsten Materialien und Methoden, von einzelnen Objekten über Installation bis hin zur Kunst im öffentlichen Raum. Dabei spielt die Alltagskultur eine entscheidende Rolle. Im Jahr 1994 besuchen Liebscher-Lehanka für zehn Tage Langenhagen und führen formalisierte Gespräche mit den Bürgern mit einem immer gleichen Fragenkatalog. 
Lehanka gewann 1999 einen Wettbewerb für einen Brunnen auf dem Main Plaza in Frankfurt, der jedoch nicht realisiert wurde. Er plante ein typisches deutsches Telefonhäuschen mit Wasser zu füllen, bis es überläuft, das Wasser floss dann durch Kanaldeckel in eine unterirdische Kammer und sollte von dort wieder in das Häuschen gepumpt werden. Das funktionstüchtige Modell des Brunnens befindet sich heute in der Sammlung des Museums für Kommunikation in Frankfurt am Main. Auch Lehankas Entwurf für eine Installation (Modell einer überdimensionalen Straßenbahnhaltestelle) vor dem Literaturhaus in Frankfurt am Main, der in einem Künstlerwettbewerb 2009 den ersten Platz belegte, wurde noch nicht ausgeführt. 

## Ausstellungen (Auswahl)
- 1994 Karaoke (Fussball-WM), Portikus, Frankfurt am Main (Gemeinschaftsausstellung)
- 1999 Museum für Moderne Kunst, Frankfurt am Main
- 2000 “Today: Spicesbreadscompetitioneating” or “Don't call me, I'll call you”, Leo Koenig, New York (Martin Kippenberger / Marko Lehanka)
- 2000 Mixing Memories & Desires, Neues Kunstmuseum, Luzern (Gemeinschaftsausstellung)
- 2001 49. Biennale Venedig
- 2001 Frankfurter Kreuz, Schirn Kunsthalle Frankfurt, Frankfurt am Main (Gemeinschaftsausstellung)
- 2002 Bushaltestelle Nürnberg-Feucht, Sprengel Museum, Hannover
- 2002 Overbeck-Gesellschaft, Lübeck
- 2003 SPOT, Galerie Ute Parduhn, Düsseldorf (Gemeinschaftsausstellung)
- 2004 9. Triennale Kleinplastik, Fellbach
- 2004 Galerie Martina Detterer, Frankfurt am Main
- 2005 Galerie carlier | gebauer, Berlin (Aernout Mik / Marko Lehanka)
- 2005 Lido, Kunsthalle Düsseldorf (Gemeinschaftsausstellung)
- 2005 Ein Arkadien der Moderne: Villa Romana, Neues Museum Weimar (Gemeinschaftsausstellung)
- 2005 Bidibidobidiboo, Fondazione Sandretto Re Rebaudengo, Turin (Gemeinschaftsausstellung)
- 2005 Zur Kasse bitte!, Ludwig Forum für Internationale Kunst, Aachen (Gemeinschaftsausstellung)
- 2006 Collection/Selection, ESSO Gallery, New York
- 2006 Galerie Art Attitude Hervé Bize, Nancy
- 2007 skulptur projekte münster 07, Münster
- 2007 Galerie Martina Detterer, Frankfurt am Main
- 2009 FRAC Aquitaine, Bordeaux
- 2011 Galerie carlier | gebauer, Berlin
- 2011 Vor dem Gesetz Museum Ludwig, Köln (Gemeinschaftsausstellung)
- 2014 Arche Noah, Museum Ostwall, D - Dortmund
- 2014 Mark 53 , Galerie Goldstein, D - Frankfurt am Main
- 2016 ouverture pour inventaire 2, FRAC des Pays da la Loire, F - Carquefou
- 2017 In einer Schaluppe, Fliegende Bauten, D - Berlin

## Öffentliche Sammlungen
Deutschland:
- Museum für Moderne Kunst, Frankfurt am Main
- Museum für Kommunikation, Frankfurt am Main
- Museum Ludwig, Köln

Frankreich:
- FRAC - Pays de la Loire, Carquefou
- FRAC - Atlantique, Bordeaux
- FRAC - Limousin, Limoges

## Auszeichnungen (Auswahl)
- 1992 Reisestipendium, Hessischen Kulturstiftung, Wiesbaden
- 1993 Villa-Romana-Preis, I - Florenz
- 1999 Preis der 1822-Stiftung, Frankfurt am Main
- 2019 Marielies-Hess-Preis, Frankfurt am Main